# Uitgangsstelling
Een uitgangsstelling, afgekort UGS, is een plaats waar hulpdiensten door de alarmcentrale naartoe worden gestuurd, voordat men een rampterrein opgaat.
Als er sprake is van een inzet van een brandweercompagnie die buiten de eigen regio ingezet wordt (interregionale bijstand) verzamelt de compagnie meestal op een parkeerplaats langs een snelweg aan de rand van de eigen regio. Dit wordt dan de eerste uitgangsstelling. Men rijdt in konvooi naar de tweede uitgangsstelling in de buurt van het inzetgebied.
Op de luchthaven Schiphol zijn bijvoorbeeld vier uitgangsstellingen, UGS-A (Schiphol Centrum), UGS-B (Schiphol Oost), UGS-C (Polderbaan) en UGS-D (Zonnekruidweg, nabij Post Sloten). Afhankelijk van de locatie van het incident wordt bij een van de vier UGS'en verzameld. Onder aansturing van de commandant van de uitgangsstelling worden de hulpvoertuigen opgesteld en rijden ze indien nodig vervolgens naar het rampterrein. Het kan ook dat er wordt aangereden van twee uitgangsstellingen.